# Xakhtiorski (Tula)
|  | Per a altres significats, vegeu «Xakhtiorski». |

Xakhtiorski (en rus: Шахтёрский) és un poble (un khútor) de l'óblast de Tula, a Rússia, segons el cens del 2010 tenia 480 habitants.